# Popielowie herbu Sulima

Herb Sulima

Popielowie – polski ród szlachecki herbu Sulima wywodzący się ze średniowiecznego rycerstwa ruskiego.
Popielowie spokrewnieni są z arystokratycznymi rodami Rzeczypospolitej, takimi jak np. Radziwiłłowie, Zamoyscy, Rostworowscy, Sołtykowie, Dunin-Borkowscy, Jezierscy, Krasiccy, Badeniowie czy Łubieńscy.    
Obecnie do jednej z gałęzi rodu należy pałac oraz park w Kurozwękach.
Ród Popielów jest także reprezentowany w Związku Szlachty Polskiej

## Rezydencje

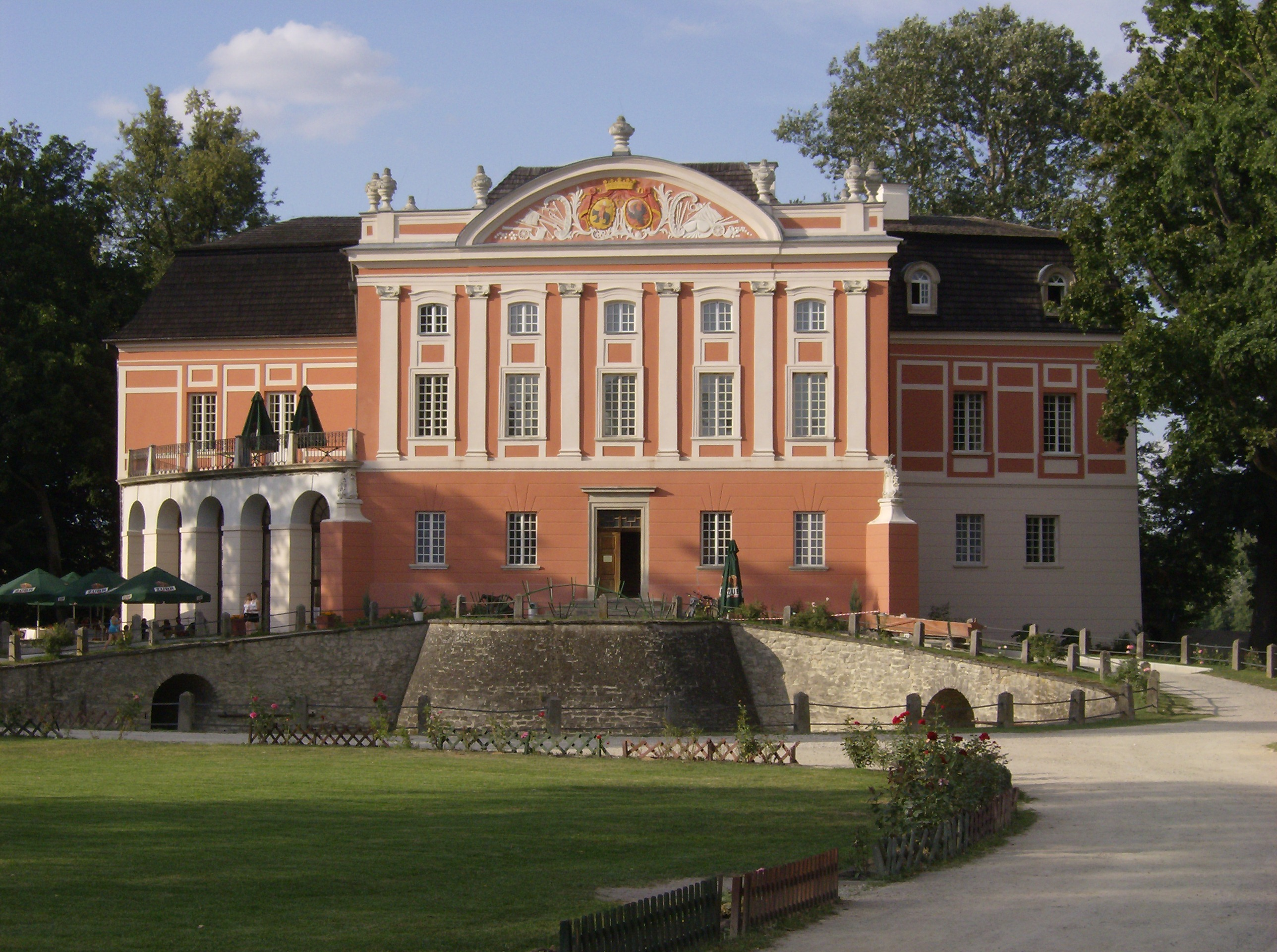
Pałac w Kurozwękach
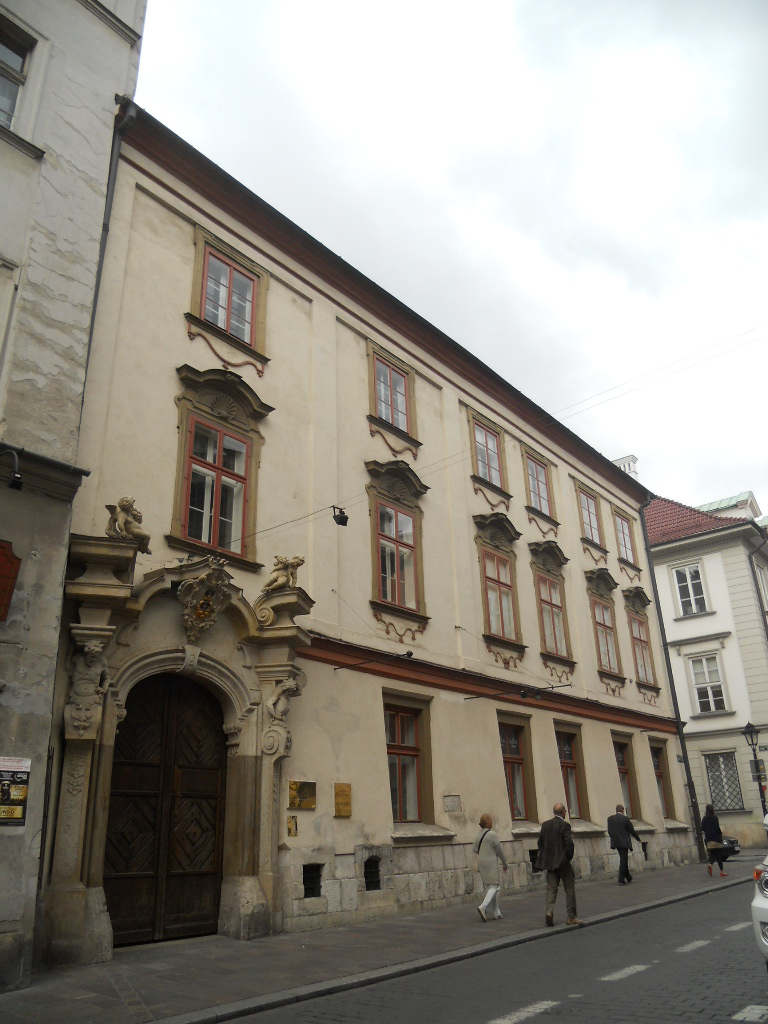
Pałac przy ul. św. Jana w Krakowie, później drogą posagu własność Rostworowskich
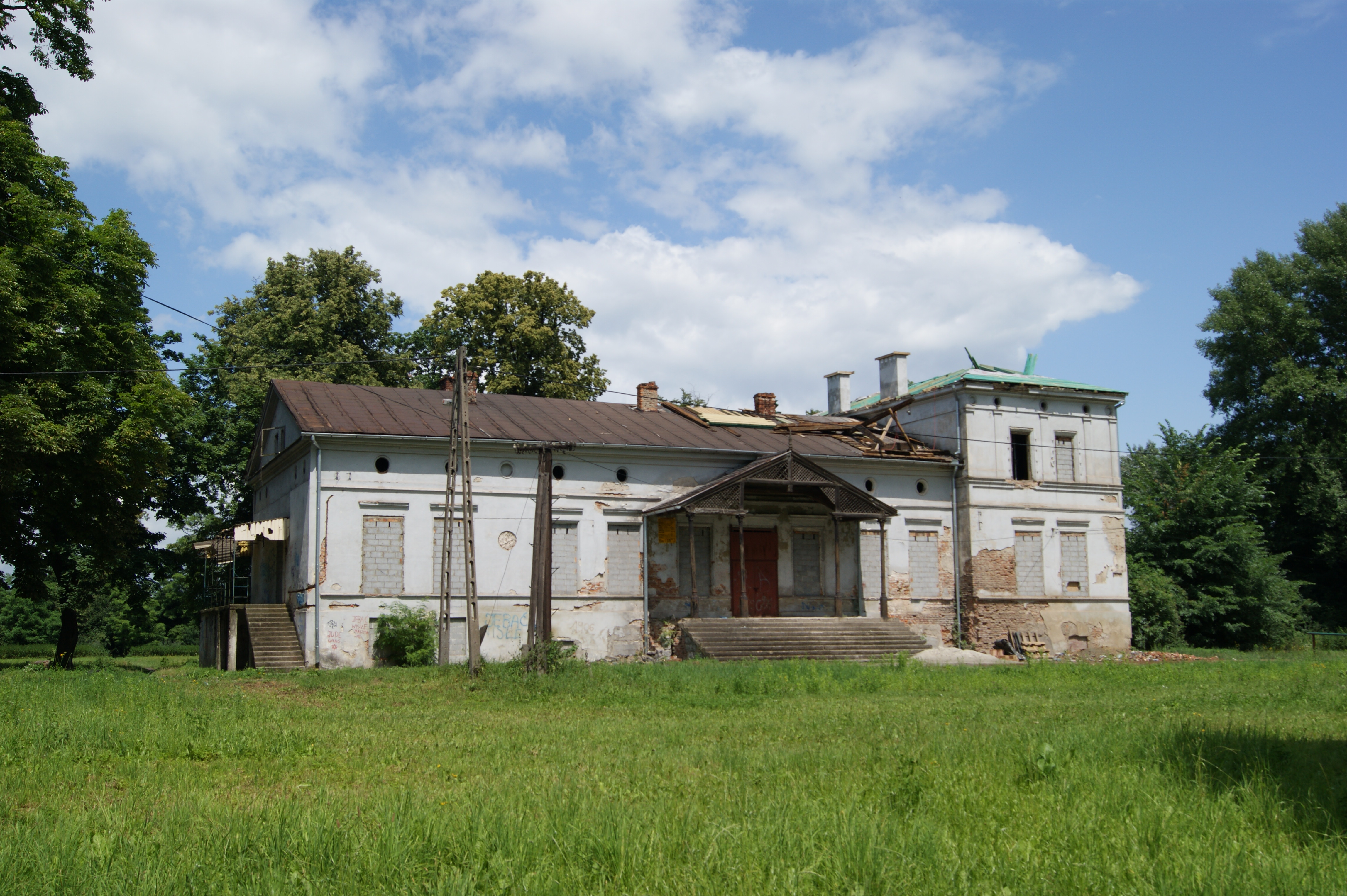
Dwór w Ruszczy pod Krakowem